# Białoruski Państwowy Uniwersytet Informatyki i Radioelektroniki

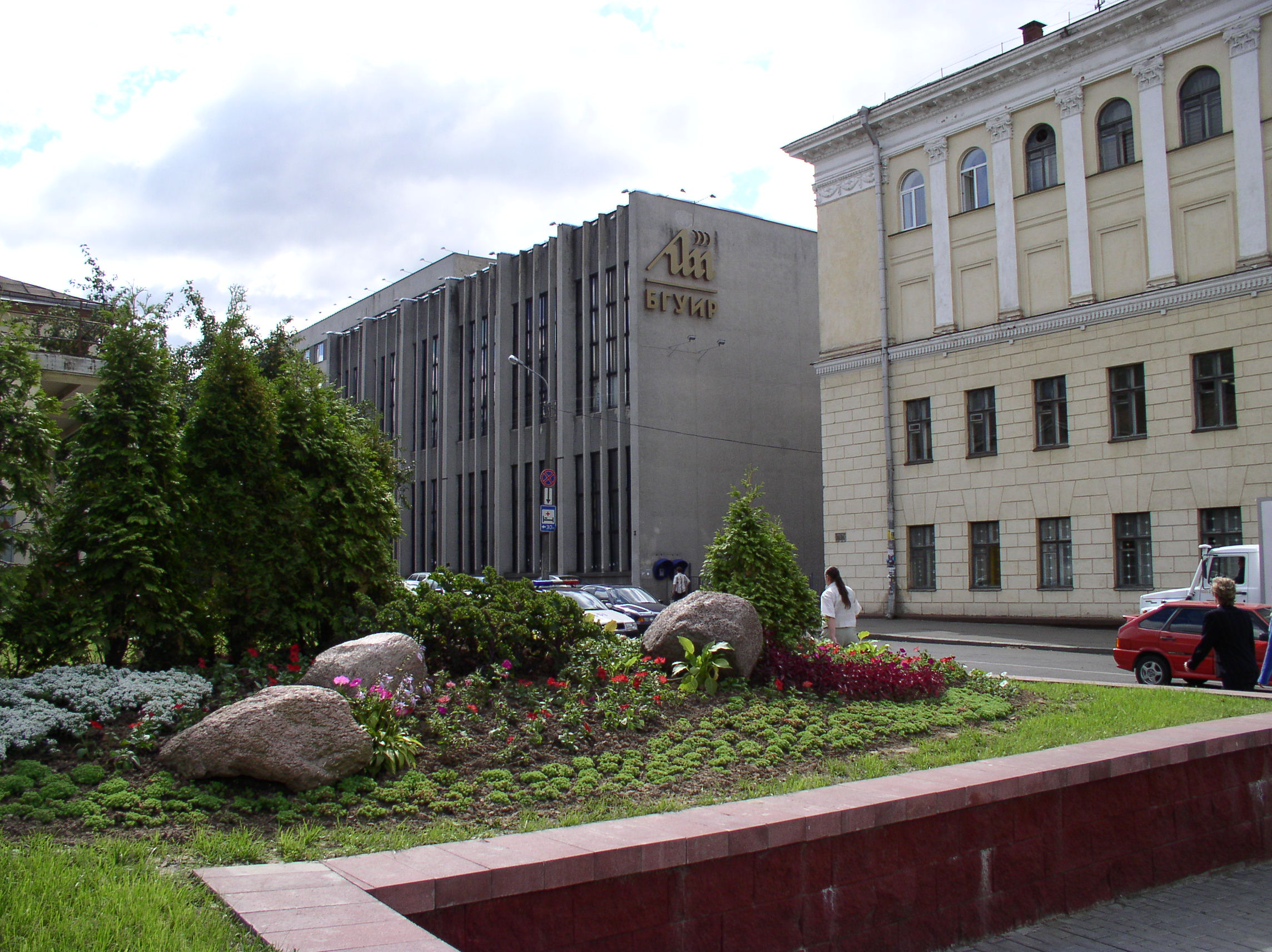
Znak uniwersytetu na budynku nr 2

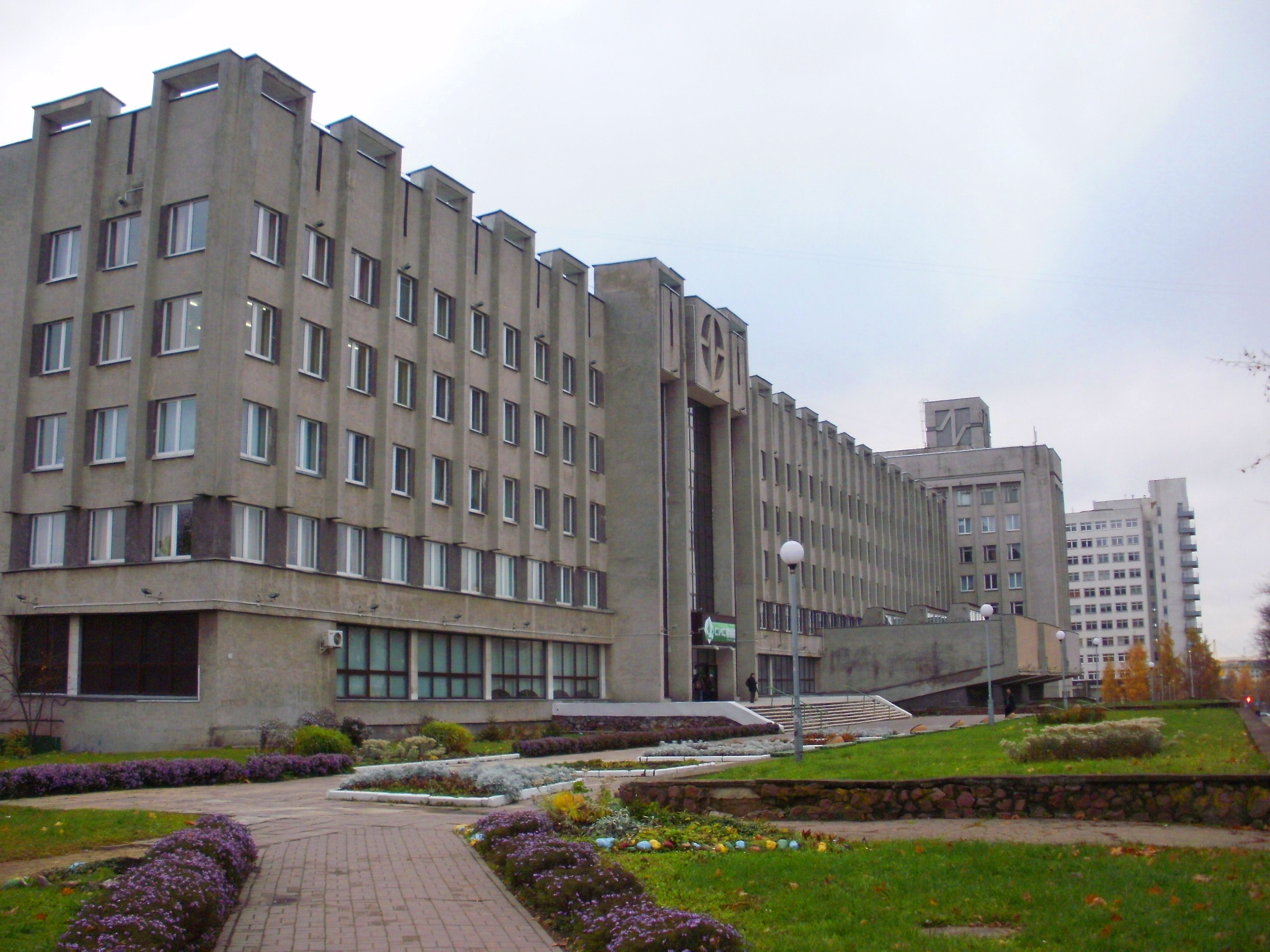
Budynki czwarty i piąty

Białoruski Państwowy Uniwersytet Informatyki i Radioelektroniki (biał. Беларускі дзяржаўны ўніверсітэт інфарматыкі і радыёэлектронікі; ros. Белорусский государственный университет информатики и радиоэлектроники) – jedna z największych uczelni technicznych na Białorusi. Powstała w 1964 roku w Mińsku. Kształcąca studentów w dziedzinie technologii informatycznych, radiotechniki, elektroniki i telekomunikacji. Do 1993 r. Uniwersytet działał jako Miński Instytut Radiotechniczny, (MRTI).

## Władze
- Rektor – prof. Wadim Bogusz
- Pierwszy prorektor – dr Anatolij Osipow
- Prorektor ds. nauki – prof. Alexander Kuzniecow
- Prorektor ds. kształcenia i zarządzania jakością – dr Jelena Żywickaja
- Prorektor ds. kształcenia i informatyzacji – dr Boris Nikułszin
- Prorektor ds. kształcenia i pytań socjalnych – prof. Alexander Chmyl
- Prorektor ds. pracy administracyjno-gospodarczej – Wladimir Tarasewicz
- Prorektor ds. gospodarki i budownictwa – Wladimir Milko

## Wydziały
- Wydział Projektowania Komputerowego
- Wydział Technologii Informacyjnych i Sterowania
- Wydział Radiotechniki i Elektroniki
- Wydział Sieci i Systemów Komputerowych
- Wydział Telekomunikacji
- Wydział Inżynierii i Ekonomii
- Niestacjonarny Wydział Kształcenia
- Wydział Zdalnego Nauczania
- Przygotowawczy Wydział Kształcenia Zawodowego
- Wydział Wojskowy

## Obiekty
Budynki uczelni zlokalizowane są w centrum miasta, przy ul. Piatrusia Browki (mieści się tam kampus główny i 4 budynki), a także na rogu ul. Hikała-Płatonowa (tu swą siedzibę ma 4 wydziały w 2 budynkach). Poza campusem znajdują się: Instytut Technologii Informatycznych, a także centrum rekreacji na Jeziorach Brasławskich.

## Działalność
Uczelnia nieustannie się rozwija, współpracuje też z licznymi partnerami na Białorusi i na świecie. Stworzono już 17 oddziałów w przedsiębiorstwach. Uczelnia bierze udział w licznych programach krajowych i międzynarodowych. Współpracuje z ośrodkami krajowymi oraz z ponad 90 ośrodkami z 25 krajów Europy, Ameryki i Azji.
Na uniwersytecie działa Centrum naukowo-badawcze (48 laboratoriów, ośrodków i grup badawczych), którego celem jest komercjalizacja badań naukowych.
Uczelnia organizuje lub współorganizuje krajowe i międzynarodowe konferencje naukowe, seminaria, warsztaty, debaty o charakterze ogólnobiałoruskim i międzynarodowym, m.in. Międzynarodowa Konferencja „Nanomeeting”.
Poza studiowaniem uczelnia oferuje wiele możliwości angażowania się w życie uniwersyteckie oraz szansę osobistego rozwoju. Na uniwersytecie istnieje 45 grup kultury, m.in. folklorystycznych, muzycznych i innych.
Zajęcia sportowe odbywają się na nowoczesnej hali, gdzie można rozegrać mecze siatkówki, koszykówki, piłki nożnej i ćwiczyć judo lub aerobik.

## Oskarżenia o represje polityczne wobec studentów
Uczelni zarzuca się wydalanie studentów z przyczyn politycznych. Według raportu przygotowanego przez polską Fundację Wolność i Demokracja, M.P. Batura, Rektor uczelni, wydalał studentów za działalność polityczną.

## Ciekawostki
Uczelnia nadała tytuł doktora honoris causa Muammarowi al-Kaddafiemu. Tytuł ten został mu odebrany 7 kwietnia 2011 roku, po czym przywrócony 22 czerwca tego samego roku.

## Literatura
- pod redakcją dr. Dariusza Zalewskiego, Marka Bućko, Michała Kurkiewicza i Tomasza Pisuli: Białoruski system represji. Prześladowcy i ich ofiary. Raport z realizacji projektu „Centrum dokumentacji i pomocy ofiarom represji politycznych na Białorusi”. Warszawa: Fundacja Wolność i Demokracja, grudzień 2007, s. 72.